# Noccaea versicolor
Noccaea versicolor är en korsblommig växtart som först beskrevs av Nikolai Andreev Stojanov och Boris Pavlov Kitanov, och fick sitt nu gällande namn av Friedrich Karl Meyer. Noccaea versicolor ingår i släktet backskärvfrön, och familjen korsblommiga växter. Inga underarter finns listade i Catalogue of Life.